# جي. جي. وايز
جي. جي. وايز هو سياسي أمريكي، ولد في 15 يناير 1867 في ماسيلون في الولايات المتحدة، وتوفي في 7 أبريل 1930. نشط حزبياً في الحزب الجمهوري. وقد انتخب عضو مجلس ولاية أوهايو ‏.